# Leucotrieno

El leucotrieno LTB_{4}

Los leucotrienos (LT) son moléculas derivadas del ácido araquidónico por la acción oxidativa de la 5-lipooxigenasa. Deben su nombre al hecho de que se aislaron originalmente a partir de los leucocitos (finales de los años 1970) y a que contienen tres enlaces dobles conjugados en su estructura hidrocarbonada.
La oxidación del ácido araquidónico gracias a la enzima 5-lipooxigenasa lo convierte en el 5-hidroperoxieicosatetraenoico (HPETE), que se reduce espontáneamente a 5-hidroxieicosatetraenoico (HETE). Este sufre sucesivas transformaciones para dar lugar a diferentes leucotrienos de la serie 4 (LTA4, LTB4, LTC4, LTD4, LTE4; el 4 indica la presencia de 4 enlaces dobles en total).
Los leucotrienos son constrictores extremadamente potentes de la musculatura lisa, como las presentes en las vías aéreas periféricas de los pulmones, a las que son muy sensibles, por lo cual es posible relacionar este tipo de sustancias con las dificultades respiratorias de los pacientes asmáticos.
Cabe destacar que, los leucotrienos participan en los procesos de inflamación crónica, aumentando la permeabilidad vascular y favoreciendo, por tanto, el edema en la zona afectada.

## Tipos
-Leucotrienos B4, C4, D4 Y E4